# ملكة جمال العالم 1969
ملكة جمال العالم 1969 هي مسابقة ملكة جمال العالم التاسعة عشر في تاريخ مسابقة ملكة جمال العالم منذ انطلاقتها عام 1951، عقدت مسابقة في 27 نوفمبر 1969 في قاعة ألبرت الملكية في لندن ، المملكة المتحدة على بي بي سي. تنافست 50 متسابقة على التاج الذي فازت به إيفا روبير ستاير من النمسا. وقد توجت من قبل الممثل عمر الشريف ، وليس من قبل ملكة جمال أستراليا عام 1968 بينيلوب بلامر من أستراليا.

## النتائج

### المراكز النهائية
| النتائج النهائية      | المتنافسة |
| --------------------- | --- |
| ملكة جمال العالم 1969 | - النمسا - إيفا روبير ستاير |
| الوصيفة الأولى        | - الولايات المتحدة - غيل رنشو |
| الوصيفة الثانية       | - ألمانيا - كريستا مارغراف |
| الوصيفة الثالثة       | - غويانا - باميلا باتريشيا لورد |
| الوصيفة الرابعة       | - فنزويلا - مارزيا ريتا جيزيلا بيازا سوبراني |
| الوصيفة الخامسة       | - جنوب أفريقيا - ليندا ميريل كوليت |
| الوصيفة السادسة       | - النرويج - كيرستي جورتون |
| أفضل 15               | - تشيكوسلوفاكيا - مارسيلا بيتناروفا - فنلندا - بيفي إلونا ريتا - فرنسا - سوزان أنجلي - إسرائيل - تهيلا صلاح - جامايكا - مارلين اليزابيث تايلور - مالطا - ماري برينكات - نيوزيلندا - كارول روبنسون - المملكة المتحدة - شينا دراموند |

## المتسابقات
- الأرجنتين - جراسييلا مارينو
- أستراليا - ستيفان ميورير
- النمسا - إيفا روبر ستاير
- البهاما - واندا بيرس
- بلجيكا - مود ألين
- البرازيل - آنا كريستينا رودريغيز
- كندا - جاكي بيرين
- تشيلي - آنا ماريا نزار
- كولومبيا - لينا ماريا غارسيا أوغليستري
- كوستاريكا  - داماريس يوريا
- قبرص - فلورا ديوري
- تشيكوسلوفاكيا - مارسيلا بيتناروفا
- الدنمارك - جين بيرفيلدت
- جمهورية الدومينيكان - ساندرا سيمون كابريرا كابرال
- الإكوادور - خيمينا أولستيا دياز
- فنلندا - بايفي إيلونا رايتا
- فرنسا - سوزان انجلي
- غامبيا - ماري كارايول
- ألمانيا - كريستا مارغراف
- جبل طارق - ماريلو شيبي
- اليونان - هيليني أليكسوبولو
- غيانا - باميلا باتريشيا لورد
- هولندا - نينتي فان دير فليت
- أيسلندا - راجنهيور بيتورسدوتير
- الهند - أدينا شليم
- أيرلندا - هيلاري كلارك
- إسرائيل - تهيلا سلاه
- جامايكا - مارلين إليزابيث تايلور
- اليابان - إميكو كراشيما
- كوريا - كيم سونغ هي
- لبنان - رولا مجذوب
- ليبيريا - أنطوانيت كولمان
- لوكسمبورغ - جاكلين شيفر
- مالطا - ماري برينكات
- المكسيك - غلوريا ليتيسيا هيرنانديز مارتين ديل كامبو
- نيوزيلندا - كارول روبنسون
- نيكاراغوا - كارلوتا مارينا برينيس لوبيز
- نيجيريا - مورينكايك فاريبيديو
- النرويج - كجيرستي جورتون
- باراغواي - بلانكا زالديفار
- الفلبين - فيليزا تيريسيتا نوسا ميرو
- سيشل - سيلفيا لابونتي
- جنوب أفريقيا - ليندا ميريل كوليت
- السويد - إنغ ماري أهلين
- تونس - زهرة تبانيا
- تركيا - سيرمين الماسي
- المملكة المتحدة - شينا دروموند
- الولايات المتحدة - جيل رينشو
- فنزويلا - مارزيا ريتا جيزيلا بيازا سوبراني
- يوغوسلافيا - رادميلا سيفكوفيتش

## الروابط الخارجية
- موقع ملكة جمال العالم الرسمي